# Michel Bellen
Michel Bellen (Antwerpen, 13 januari 1946 – Bierbeek, 10 juni 2020), ook wel de Wurger van Linkeroever genoemd, was een Belgische crimineel die wordt beschouwd als de eerste seriemoordenaar van Vlaanderen.

## Misdaden
In augustus 1964 verkrachtte hij een vrouw nadat hij haar had achtervolgd uit de supermarkt in Linkeroever. De vrouw kon ontsnappen. Na deze eerste verkrachting zou Bellen uiteindelijk drie moorden plegen. De eerste moord vond plaats in december 1964. Na de verkrachting van een 21-jarige verpleegster wurgde hij haar in een steeg met een stuk prikkeldraad. Een maand later, in 1965, verkrachtte en vermoordde hij een 37-jarige verpleegster. Hij werd uiteindelijk in 1966 door het hof van assisen veroordeeld tot de doodstraf. Die straf werd later omgezet tot levenslang. In 1982 werd hij echter voorwaardelijk vrijgelaten. Vier maanden daarna vermoordde Bellen een studente in haar flatkamer in Leuven. In maart 1984 werd hij na veroordeling wederom geïnterneerd. Van 1989 tot 1994 correspondeerde hij met kunstenaar Danny Devos, wat resulteerde in een aantal kunstprojecten en performances.
Hij overleed aan hartfalen in de nacht van 9 op 10 juni 2020 in een psychiatrische instelling.